# Pal Joey
Cet article concerne la comédie musicale. Pour le film, voir La Blonde ou la Rousse.
Pal Joey est une comédie musicale américaine de John O'Hara, lyrics de Lorenz Hart et musique de Richard Rodgers créée à Broadway en 1940.

## Synopsis
Basé sur le livre original de 1940.
Acte I
À Chicago, à la fin des années 1930, le chanteur/danseur Joey Evans, projette de créer sa propre boîte de nuit. Il auditionne pour un emploi d'animateur dans une discothèque de second ordre (You Mustn't Kick It Around). Joey obtient le poste et commence les répétitions avec les chorus girls et la chanteuse du club Gladys Bumps. Joey rencontre la jeune et naïve Linda English devant une animalerie, et il l'impressionne avec des mensonges grandioses sur sa carrière. Linda tombe innocemment dans la réplique de Joey (I Could Write a Book). Alors que les filles du chœur font un numéro de chanson et de danse au club ce soir-là (Chicago), Linda arrive avec un rendez-vous. La riche mondaine mariée Vera Simpson arrive au club et montre un intérêt certain pour Joey. Joey insulte Vera, qui sort. Mike, le propriétaire du club, renvoie Joey, mais Joey, croyant que Vera sera de retour, conclut un accord : si Vera ne revient pas dans les prochains jours, Joey partira sans solde. Les choristes continuent avec le spectacle (That Terrific Rainbow). Linda, ayant été témoin du comportement de Joey, quitte le club. Vera ne revient pas, alors Joey est renvoyé. Lorsque Linda refuse de répondre à ses appels, Joey appelle Vera (What is a Man). Après la nuit de Joey en tant que maître de cérémonie, Vera vient le chercher au club et ils commencent une liaison (Happy Hunting Horn). Vera brille dans la romance et installe à Joey un appartement et des vêtements chers (Bewitched, Bothered and Bewildered). Tout en achetant des vêtements pour Joey, Vera et lui rencontrent Linda, laissant Vera jalouse et Linda affolée. Vera donne à Joey sa propre boîte de nuit, "Chez Joey", et Joey a hâte de monter au sommet (Ballet Pal Joey / Joey Looks to the Future).
Acte II
Les choristes et les chanteuses de l'ancien club ont déménagé à "Chez Joey", où elles répètent pour la représentation d'ouverture (The Flower Garden of My Heart). Melba, une journaliste ambitieuse, interviewe Joey, se remémorant ses interviews avec diverses célébrités, dont Gypsy Rose Lee (Zip) [Dans le renouveau de 2008, Gladys joue un "journaliste" dans un sketch pendant le spectacle au sol de Chez Joey, en jouant Zip en strip-tease]. Ludlow Lowell, l'ancienne flamme de Gladys, se présente comme un agent avec des papiers que Joey signe sans réfléchir alors que la répétition se poursuit (Plant You Now, Dig You Later). Dans l'appartement de Joey le lendemain matin, Joey et Vera réfléchissent aux plaisirs de leur aventure (In Our Little Den). Linda surprend Gladys et Lowell comploter pour utiliser les papiers signés par Joey pour faire chanter Vera. [Dans la reprise de 2008, Joey congédie Gladys, et pour se venger de lui, elle conspire avec Mike, le directeur du club, pour faire chanter Vera. Mike est forcé de participer au stratagème parce que Gladys menace de le faire virer parce qu'il est gay.] Linda appelle Vera, qui se méfie au départ de Linda ; Vera confronte Joey, lui demandant quelle est sa relation avec Linda, et Joey répond défensivement (Do It the Hard Way). Linda vient à l'appartement pour convaincre Vera, et Vera, voyant la sincérité de Linda, la croit maintenant. Vera et Linda conviennent que Joey ne vaut pas la peine (Take Him). Vera appelle son amie le commissaire de police, qui arrête Gladys et Lowell. Vera jette Joey dehors et ferme "Chez Joey" (reprise de Bewitched, Bothered, and Bewildered). Joey, maintenant sans le sou, rencontre à nouveau Linda à l'extérieur de l'animalerie et elle l'invite à dîner avec sa famille. Il se joint pour un repas, puis ils se séparent en amis, lui affirmant avoir été choisi pour une émission inexistante à New York. Dans la reprise de 1952, il a changé d'avis, se retournant juste avant que le rideau ne tombe pour la suivre.

## Fiche technique
- Titre original : Pal Joey
- Livret : John O'Hara
- Lyrics : Lorenz Hart
- Musique : Richard Rodgers
- Mise en scène : George Abbott
- Chorégraphie : Robert Alton
- Direction musicale : Harry S. Levant
- Orchestrations : Hans Spialek
- Décors : Jo Mielziner
- Costumes : John Koenig
- Lumières : Jo Mielziner
- Producteur : George Abbott
- Date de première représentation : 25 décembre 1940 au Ethel Barrymore Theatre (jusqu'au 16 août 1941, puis au Shubert Theatre du 1er septembre au 21 octobre et St. James Theatre à partir du 22 octobre)
- Date de dernière représentation : 29 novembre 1941
- Nombre de représentations consécutives : 2 717

## Distribution
- Gene Kelly : Joey Evans
- Vivienne Segal : Vera Simpson
- June Havoc : Gladys Bumps
- Leila Ernst : Linda English
- Jean Casto : Melba Snyder
- Stanley Donen : Albert Doane
- Jack Durant (puis David Burns) : Ludlow Lowell
- Robert J. Mulligan : Mike Spears
- James Lane : Commissioner O'Brien
- Sondra Barrett : Le Kid
- Van Johnson : Victor
- John Clarke : Ernest
- Jane Fraser : Terry
- Averell Harris : Max
- Amarilla Morris : Valerie
- Diane Sinclair : Agnes
- Jerry Whyte : Stagehand
- Vincent York : Briefcase
- Shirley Paige : la danseuse
- Nelson Rae : le ténor
- Clifford Dunstan : l'assistant du gérant de l'hôtel
- Edison Rice : l'escorte
- Dummy Spelvin : le serveur
- Danseurs : Claire Anderson, Adrian Anthony, Sondra Barrett, John Benton, Milton Chisholm, Alice Craig, Janet Davis, Stanley Donen, Louise de Forrest, Enez Early, Tilda Getz, Charlene Harkins, Henning Irgens, Van Johnson, Frances Krell, Janet Lavis, Howard Ledig, June Leroy, Michael Moore, Amarilla Morris, Olive Nicolson, Mildred Patterson, Dorothy Poplar, Albert Ruiz, Diane Sinclair, Mildred Solly, Jeanne Trybom, Marie Vanneman

## Numéros musicaux
Acte I
- You Mustn't Kick It Around — Joey, Gladys, Agnes, le Kid, girls et serveurs
- I Could Write A Book — Joey et Linda
- Chicago — Danseur et girls
- That Terrific Rainbow — Gladys, Victor et girls
- Love Is My Friend — Vera
- Happy Hunting Horn — Joey, Terry, Girls et soupirants
- Bewitched, Bothered and Bewildered — Vera
- Pal Joey (What Do I Care For A Dame?) — Joey

Acte II
- The Flower Garden of My Heart — Gladys, le ténor, la danseuse et ensemble
- Zip — Melba Snyder
- Plant You Now, Dig You Later — Ludlow, Gladys et ensemble
- In Our Little Den (of Iniquity) — Vera et Joey
- Do It The Hard Way — Ludlow, Gladys, danseur et ensemble
- Take Him — Vera, Linda et Joey
- Bewitched, Bothered, Bewildered (Reprise) — Vera
- I Could Write A Book (Reprise — Joey

## Adaptation
La comédie musicale a fait l'objet d'une adaptation cinématographique réalisée par George Sidney en 1957, avec Frank Sinatra, Rita Hayworth et Kim Novak dans les rôles principaux.